# Ralph Vaughan Williams
Ralph Vaughan Williams (12. října 1872, Down Ampney, Gloucestershire – 26. srpna 1958, Londýn) byl vlivný anglický hudební skladatel. Studoval Royal College of Music v Londýně a Trinity College v Cambridgi. Napsal devět symfonií a mnoho dalších skladeb, mezi nimi komorní hudbu, opery, chorální hudbu a filmovou hudbu. Také sbíral britskou lidovou hudbu.

## Život
Narodil se vikářovi Arthuru Vaughn Williamsovi a jeho manželce Margaret, která byla praneteří Charlese Darwina, jako třetí dítě. Mezi jeho učitele patřil například Maurice Ravel. Roku 1919 se stal profesorem hudby v Oxfordu. Během 2. světové války se stal hudebním skladatelem filmové hudby pro propagandistické filmy. Během svého života napsal 9 symfonií. Jeho popel je uložen ve Westminsterském opatství.